# Heinrich Schlotter
Heinrich Schlotter (* 16. Juni 1886 in Hildesheim; † 4. Mai 1964) war ein deutscher Bildhauer und Lehrer.

## Leben
Heinrich Schlotter wurde in der Gründerzeit des Deutschen Kaiserreichs 1886 in Hildesheim geboren. Er war der ältere Bruder des Blumen- und Figurenmalers Georg Schlotter (1889–1915).
Nach seinem Schulbesuch ging er nach Berlin, um an der dortigen Unterrichtsanstalt des Kunstgewerbemuseums bei den Bildhauern Walther Schmarje und Wilhelm Haverkamp zu studieren.
Nach dem Ersten Weltkrieg wurden Schlotter und seine Ehefrau Irene, geborene Noak (1898–1987), in den ersten Jahren der Weimarer Republik am 3. Juni 1921 in Hildesheim Eltern des späteren Malers Eberhard Schlotter.
Heinrich Schlotter unterrichtete zeitweilig in Hildesheim an der dortigen Kunstgewerbeschule. Er war 1939 und 1941 auf der Große Deutsche Kunstausstellung in München vertreten.

## Werke
Werke des Künstlers gingen insbesondere in den Besitz der Stadt Hildesheim sowie in das Eigentum der Provinz Hannover über, deren Kunstschätze im heutigen Niedersächsischen Landesmuseum lagern.